# Tarquinio Grassi
Tarquinio Grassi (Romagnano Sesia, 27 dicembre 1656 – Borgosesia, 27 febbraio 1733) è stato un pittore italiano.

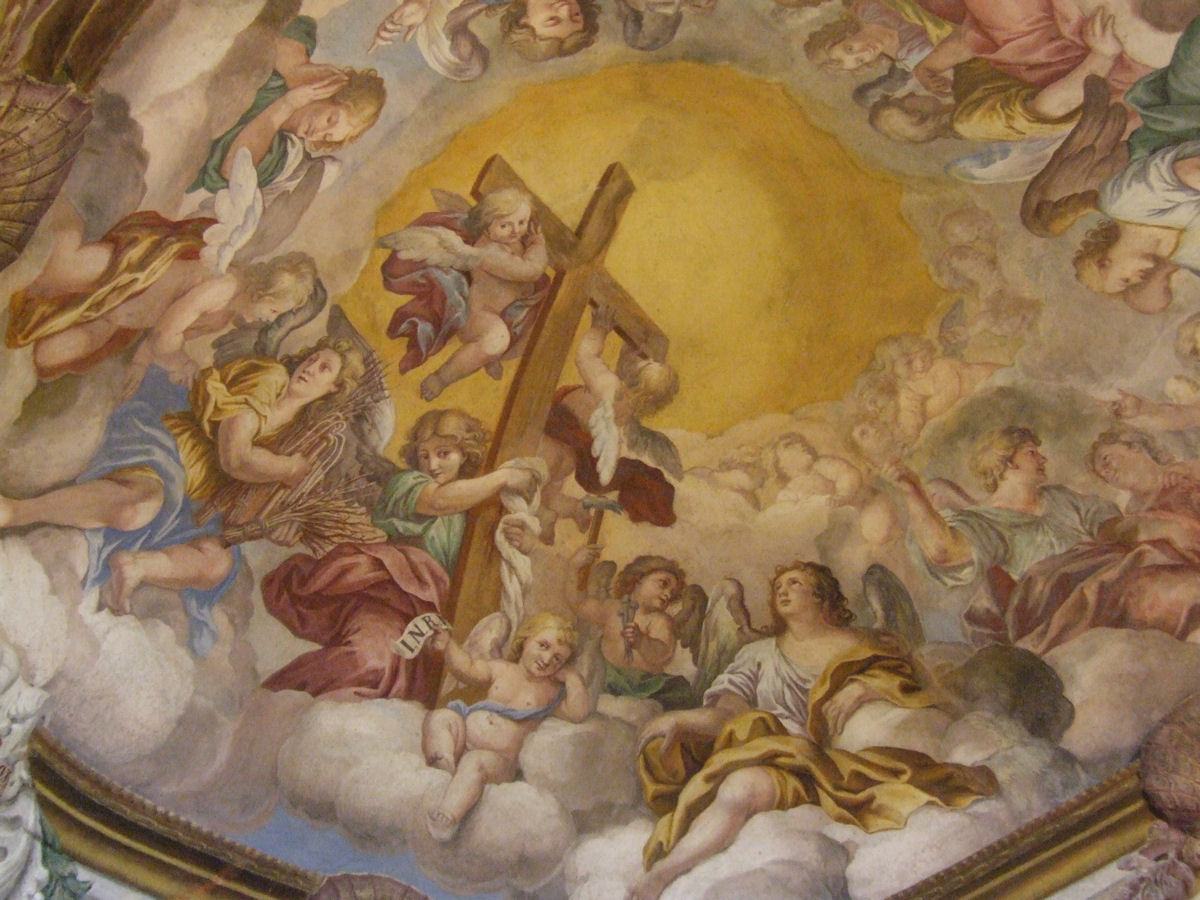
La volta della Cappella del Santo Sepolcro (Sacro Monte di Varallo)

Avviatone alla pittura, ebbe come maestro lo zio Stefano Moltalto, che fu uno dei pittori più noti e attivi nei secoli XVII-XVIII in Valsesia e nel Biellese.

## Opere principali
A Romagnano Sesia nel 1683 affrescò gratuitamente, come è possibile vedere in un cartiglio, la cupola ottagonale della chiesa della Madonna del Popolo. 
Nel 1710 eseguì La deposizione del Cristo tra le braccia della Madonna e Il Purgatorio, dove tra le anime dei penitenti introdusse la propria immagine e quella della moglie Elena Costa.
Nell'abside della chiesa di San Rocco a Torino dipinse, insieme ad Alessandro Mari, le Storie di San Rocco.
Fu attivo anche nella realizzazione del Sacro Monte di Varallo, dove dipinse con gli zii Giuseppe e Giovanni Stefano Doneda la cappella della Trasfigurazione (completata nel 1676); nel 1707 dipinse invece la cupola ed alcuni quadri alle pareti della cappella del Santo Sepolcro.